# Kitesurfing

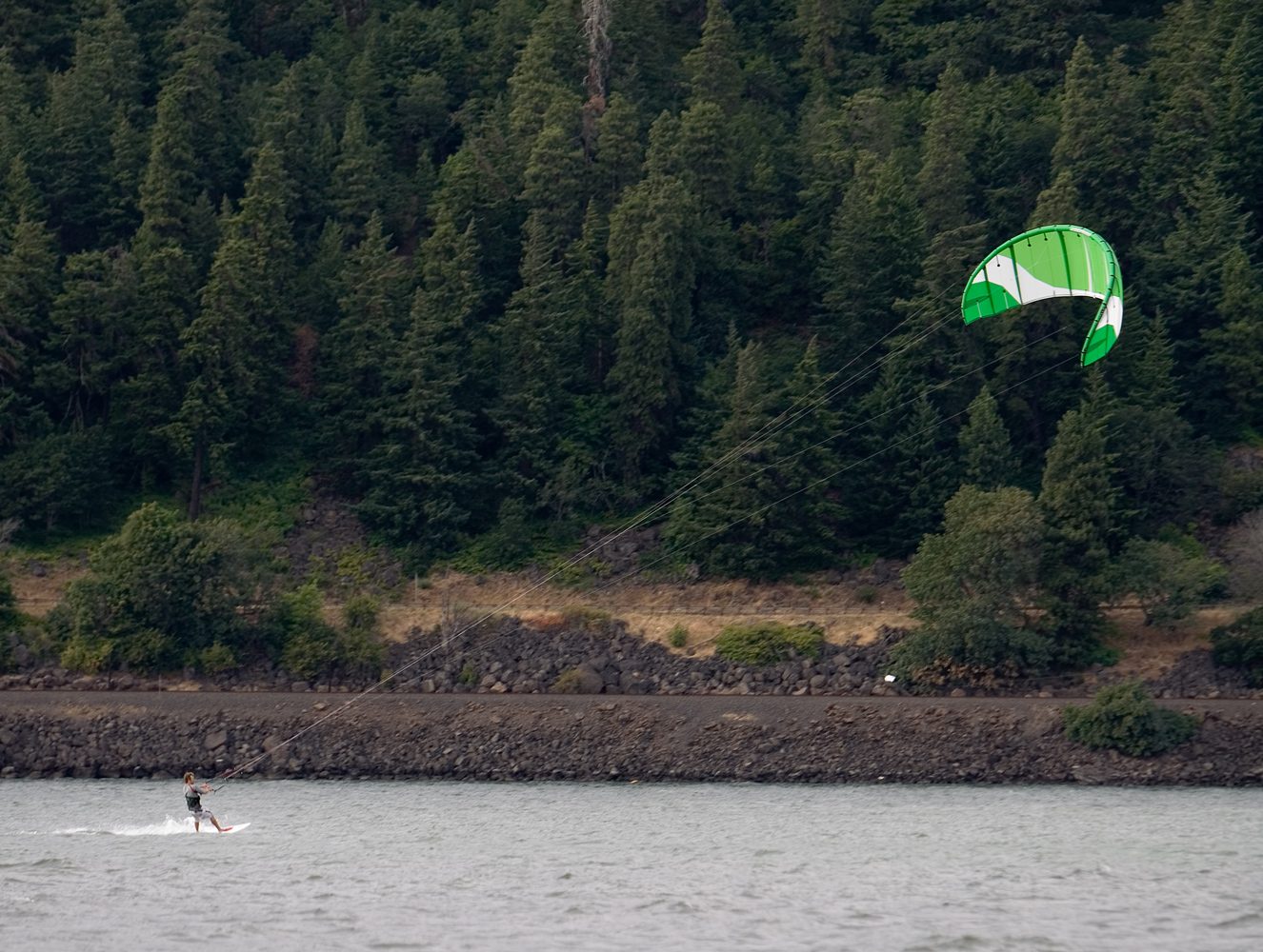
Kitesurfing

Kitesurfing (někdy psáno dvojslovně „kite surfing“, častý je též název „kiteboarding“) je sport spočívající v jízdě po vodě na speciálním prkně (tzv. „kiteboard“) za využití tažného draka. Jde o jeden z nejrychleji se rozvíjejících sportů; ještě v roce 1998 se tomuto sportu věnovalo pouze několik desítek nadšenců, v roce 2006 byl počet kitesurferů odhadován na 150 000 - 200 000.
Díky technickým inovacím a vývoji se tento sport stává bezpečnějším a dostupnějším. V rámci kitesurfingu už také vznikly samostatné disciplíny, jako například wake style, wave riding, freestyle, speed, race nebo race kitehydrofoiling.
Kitesurfing je jednou z mnoha variant powerkitingu; dalšími možnostmi využití tažného draka jsou například snowkiting, landkiting, buggykiting nebo jízda na mořském kajaku. Tažní draci se dokonce používají k pohonu velkých lodí.

## Historie
Úplně první pokusy o využití draka jako tažné síly byly zaznamenány v Číně ve 13. století. Na počátku 19. století britský vynálezce George Pocock experimentoval s využitím tažných draků pro pohon vozidel a lodí s využitím systému čtyřšňůrových draků - stejný systém je dnes využíván u valné většiny tažných draků. V roce 1903 sestrojil jeden z pionýrů letectví, Samuel Cody, řiditelného draka, který mohl vynést člověka do výše; aby demonstroval sílu svých draků, přeplul kanál La Manche na malé lodi tažené drakem.
Další rozvoj přišel v 70. letech 20. století s vynálezem nových materiálů (například kevlar) pro výrobu šňůr, které díky své lehkosti a pevnosti rozšířily možnosti řiditelných draků. V roce 1978 překonal katamaran Tornado poháněný tažným drakem rychlost 40 km/h.

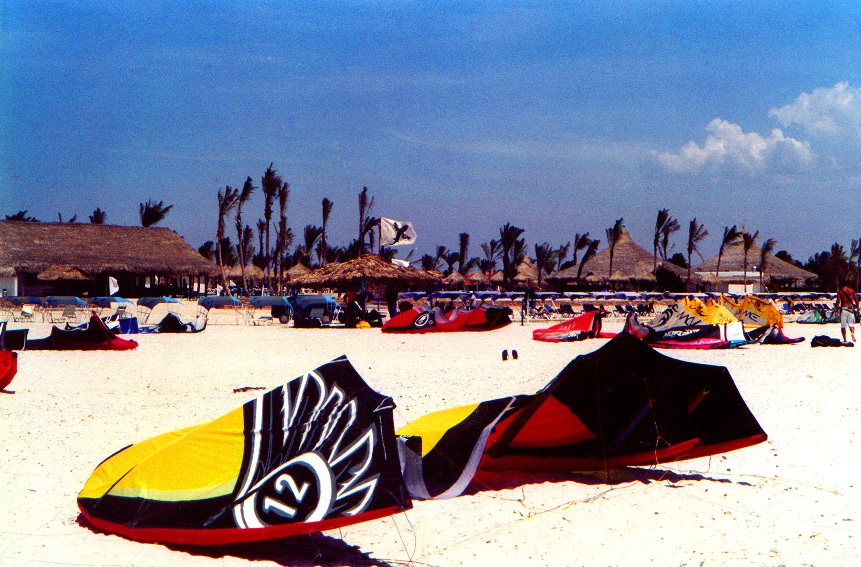
Nafukovací Tažný drak, Coche, Venezuela

V dalších letech docházelo k mnoha experimentům a vývoji; první nafukovací drak byl patentován Němcem Dieterem Strasillou už v roce 1979. Podobný, dokonalejší systém byl patentován bratry Brunem a Dominiquem Legaignoux ve Francii v roce 1984. V roce 1990 začal Peter Lynn prodávat kitebuggy, tříkolku určenou k pohonu drakem a do roku 1999 prodal kolem 14 000 vozítek.
Současně s rozmachem buggykitingu pokračoval vývoj draků určených na vodu, velkým mezníkem byl model „Wipika“ od bratrů Legaignoux z roku 1997. Zavedl revoluční konstrukci tvarovaných nafukovacích komor a zjednodušený systém ukotvení šňůr, což výrazně vylepšilo možnost odstartovat draka z vody; model Wipika se velmi podobal dnešním „Céčkům“. Bruno Legaignoux pokračoval ve vývoji draků a později se stal autorem designu nazvaného „Bow kite“, který je dnes v sortimentu většiny výrobců.
Už od roku 1998 existovaly školy kitesurfingu a tento sport se pomalu začínal rozšiřovat. První závody se konaly na ostrově Maui v září 1998, vítězem byl Flash Austin.
Změnu prodělaly i designy kiteboardů. V roce 1999 se začala používat jednostranná prkna odvozená od prken na windsurfing, ale během příštích dvou let převládla oboustranná prkna podobná wakeboardu. Dodnes se však jednostranná prkna využívají, například při „wave ridingu“ (viz níže).

## Výbava
- Tažný drak je základní částí výbavy; o konstrukci, typech draků a dalších podrobnostech pojednává samostatný článek.
- Trapéz je název pro úvazek, který má jezdec kolem těla a za který je připevněn drak. Existují trapézy sedací (se smyčkami kolem stehen) a bederní, některé bederní trapézy mají navíc jako součást protinárazovou vestu (viz níže). Pro kitesurfing je možné použít i trapéz na windsurfing, ale nedoporučuje se to; na první pohled je menší rozdíl pouze ve tvaru háku a v přítomnosti poutka na zadní části trapézu.

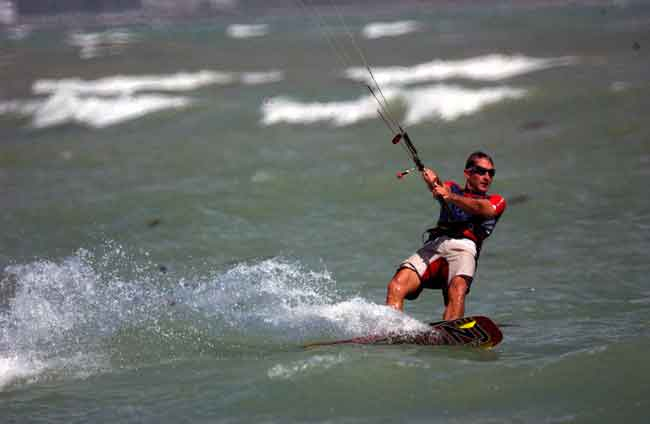
Kitesurfaři používají trapéz pro přenos tahu z rukou na tělo

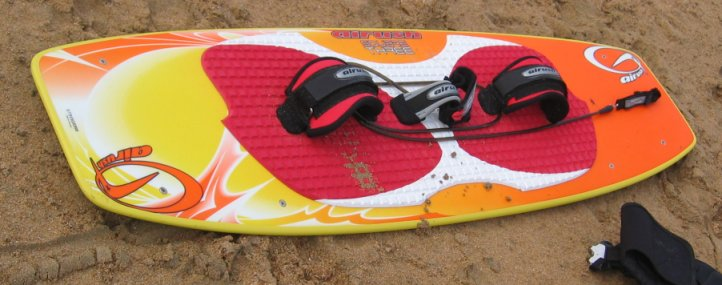
Kiteboard

- Kiteboard je kompozitová nebo dřevěná deska. Existuje několik typů, především jednosměrné kiteboardy, které mají výrazně odlišenou špičku a patku, a obousměrné, které jsou naprosto souměrné. Vázání se většinou skládá pouze z poutek, někteří jezdci ale používají i wakeboardové vázání, které je vhodnější pro některé wake-style triky. Tvary a velikosti kiteboardů se velmi liší a závisí na schopnostech jezdce, stylu jízdy, povaze vodní hladiny a síle větru.
- Neopren se často používá, s výjimkou ježdění v mimořádně teplých oblastech za mírného větru. Silný vítr v kombinaci s mokrou pokožkou způsobuje rychlou ztrátu tělesného tepla i v případě, že teplota vzduchu je vysoká. Dalším důvodem pro použití neoprenu je ochranná funkce proti nárazům nebo žahavým živočichům.
- Bezpečnostní nůž je někdy doporučován jako nouzový prostředek pro případ zamotání šňůr a následného ohrožení.
- Přilba je často používána pro ochranu hlavy před nárazem o vodní hladinu, o kiteboard a při nehodách na břehu.
- Záchranná vesta se při kiteboardingu někdy používá, ale daleko řidčeji než při windsurfingu.
- Protinárazová vesta je lehká tenká vesta, která slouží k ochraně vrchní části trupu. Může snížit riziko vyražení dechu nárazem o vodu, poranění žeber nárazem do prkna apod.
- Board-leash je šňůra, která poutá volně prkno k jezdci a zabraňuje odplavání prkna v případě pádu. Nevýhodou board-leashe je, že při pádu může být jezdec chvíli tažen vodou, než získá kontrolu nad drakem, a v takové situaci hrozí úraz o přivázané prkno. Při použití board-leashe je naprostou povinností přilba.
- Signální zařízení bývá někdy používáno při kiteboardingu na otevřeném moři. Může jít o píšťalku, voděodolný mobilní telefon, nebo specializované vysílačky.
- GPS přístroje se používají pro měření rychlosti.

Dalším nutným prvkem pro provozování kitesurfingu je partner, který pomůže jezdci s nastartováním a přistáním draka.

## Bezpečnost

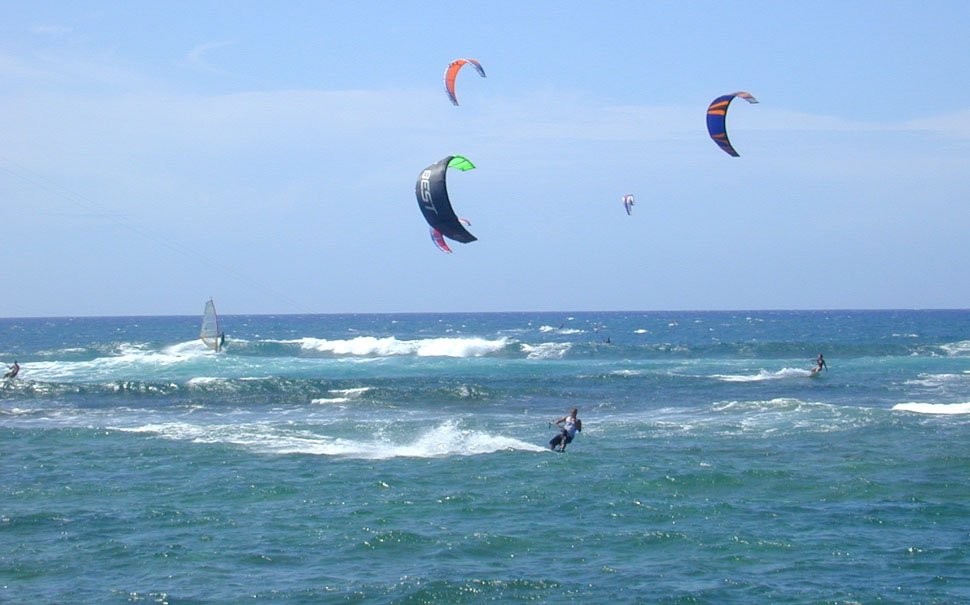
Kitesurfing v silném větru (Oahu, Hawaii)

Kiteboarding je extrémním sportem a nese s sebou mnohá rizika. Velmi často dochází při kiteboardingu k lehčím či vážnějším zraněním; paradoxně se nejčastěji zraní pokročilí jezdci, kteří předvádějí vysoké skoky a další obtížné prvky. Je také dokázáno, že největší počet nehod se stane na břehu či v blízkosti břehu v důsledku náhlého poryvu větru. Existuje mnoho obecně přijímaných bezpečnostních pravidel jejichž dodržování snižuje riziko úrazu na minimum.
Za mimořádně nebezpečné je považováno skákání na mělčině a poblíž pevných objektů, ježdění v místech kde se směrem po větru nacházejí pevné překážky a ježdění v těsné blízkostí dalších jezdců.
Další nebezpečí spočívá v možnosti zamotání draka a jeho pádu na vodu. V některých případech není možné draka znovu odstartovat, přesto se však do torza ležícího na vodě stále opírá vítr. Pokud fouká vítr směrem od břehu, hrozí jezdci, že bude odtažen na otevřené moře.
Valná většina draků má dnes bezpečnostní systém, který umožňuje draka odstřelit aktivováním jednoduché pojistky. Drak ztratí tah a spadne, je však stále k jezdci připoután alespoň jednou šňůrou.
V souvislosti s nebezpečností tohoto sportu vznikl problém půjčovnám kiteboardového vybavení, protože v případě, že si vybavení půjčí úplný začátečník, je velice pravděpodobné že dojde ke zranění či poškození vybavení. Tento problém vyřešila Mezinárodní organizace kiteboardingu (IKO - International Kiteboarding Organization), když zavedla jednotný systém průkazů vydávaných školenými instruktory. IKO průkaz vypovídá o schopnostech svého majitele a na základě průkazu půjčovny po celém světě vybavení půjčují.

## Disciplíny
Během své krátké historie už se tento sport vyvinul v několik specializovaných disciplín:

### Freestyle

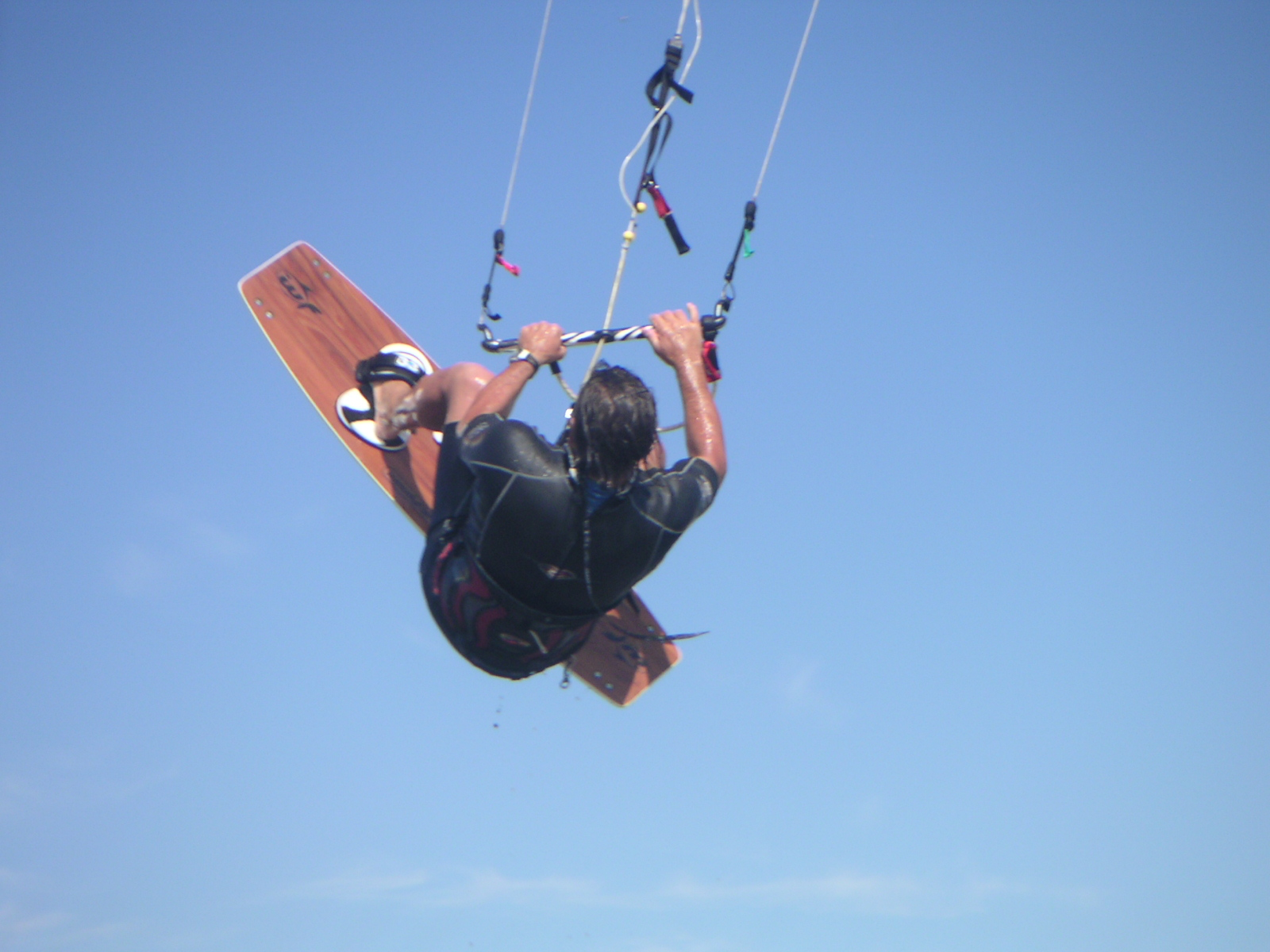
Skákání

Freestyle znamená v kiteboardingu především skákání a předvádění triků ve vzduchu. Samotný freestyle se dělí na několik dalších disciplín a stylů:
- Unhooked - styl ježdění a skákání bez použití trapézu - jezdec se z trapézu vyhákne a nějakou dobu drží draka pouze v rukou. To umožňuje velké množství triků, při kterých si jezdec nějakým způsobem podává za zády ovládací hrazdu.
- Wakestyle je styl skákání velmi podobný skákání na wakeboardu. Jezdec se nedostává do vzduchu díky manévrování s drakem, ale pouze díky ostrému zahranění, čímž se vytvoří potřebné napětí šňůr.
- Hangtime je soutěžní disciplína, při které jde o co nejdelší dobu strávenou ve vzduchu. Rekord drží Jesse Richman, který na Big Air Windjamu 2007 předvedl skok trvající 22 sekund[12]

### Wave riding
Wave riding („ježdění na vlnách“) je jedna z nejextrémnějších forem kiteboardingu. Spočívá v jízdě ve vlnách vysokých až několik metrů, většinou u korálových útesů kde se vlny lámou. Jezdci jezdí co nejblíže lámajícímu se hřebeni vlny, což je velmi nebezpečné, ale také divácky atraktivní. Pro wave riding se používají jednosměrná prkna podobná svým tvarem prknům pro surfing.

### Speed riding
Speed riding je disciplína zaměřená na maximální rychlost. Měří se většinou průměrná rychlost na 500 metrů dlouhém úseku. tato disciplína vyžaduje velmi specifické podmínky, jako je silný velmi stabilní vítr a hladká vodní hladina. Současný oficiální rekord drží Alexandre Caizergues s rychlostí 88,7 km/h. Sjoukje Bredenkamp z Jihoafrické republiky drží ženský světový rekord 78,4 km/h.
Neoficiální světový rekord 94,2 km/h na 500 m dráze drží Tilmann Heinig od 26. ledna 2008; ten samý den dosáhl Heining maximální okamžité rychlosti (měřené přístrojem GPS) 102 km/h.
Race kite hydrofoiling
Kite hydrofoiling je nejnovější a nejmladší disciplína kiteboardingu na vodě, kdy místo klasického kiteboardu jezdí kiter na speciálním boardu s připevněným hydrofoilem (noha s 2 ploutvičkami tzv. "kuří noha"), který jezdci umožňuje nejen jet po hladině, ale i nad hladinou tzv. levitovat a tím získat maximální rychlost s minimálním odporem. Kite hydrofoiling je paradoxně první disciplínou z odvětví kitingu obecně, která je zařazena mezi sporty na Olimpiádu v roce 2024. Stejně jako u speed rigingu je to disciplína zaměřena na maximální rychlost.